# Leobardo Vázquez Atzin
Leobardo Vázquez Atzin est un journaliste mexicain, assassiné par balle le 21 mars 2018 à Gutiérrez Zamora dans le Veracruz (Mexique).

## Biographie
Leobardo Vázquez travaille comme journaliste pour le périodique régional La Opinión de Poza Rica jusqu'en 2017, après avoir notamment travaillé pour Vanguardia. Il tient ensuite une page Facebook d'information intitulée Enlace Informativo Regional, dans laquelle il traite de l'actualité régionale, des crimes et de la corruption ; il formule notamment des critiques à l'égard du maire de Tecolutla (une ville voisine de Gutiérrez Zamora), Juan Ángel Espejo.
Dans la soirée du 21 mars 2018, à l'âge de 42 ans, Leobardo Vázquez est assassiné dans le stand de tacos qui lui appartient, près de son domicile de Gutiérrez Zamora dans l'État de Veracruz,,. Ce dernier est considéré par l'ONG Reporters sans frontières comme le plus dangereux du continent pour les journalistes en raison du trafic de drogue et de sa corruption endémiques. Selon ses collègues, le journaliste avait fait l'objet de menaces et envisageait de demander une protection ; il avait également mentionné sur sa page Facebook Enlace Informativo Regional avoir été menacé et avoir reçu des offres de pots-de-vin pour cesser d'écrire sur le maire de Tecolutla.
Le procureur général de l'État de Veracruz annonce dans un premier temps que Leobardo Vázquez n'était qu'un vendeur de tacos, ce que contestent vivement les organisations de défense de la liberté de la presse telles que le Comité pour la protection des journalistes, étant donné son activité journalistique sur Enlace Informativo Regional. La Commission d'État du Veracruz pour la protection des journalistes (un organisme public mexicain) enjoint à la police de considérer le travail journalistique de Leobardo Vázquez comme principale piste d'investigation.
Deux personnes accusées par les autorités locales d'être les auteurs du meurtre sont interpellées respectivement en septembre 2018 et en mars 2019,.
L'assassinat de Leobardo Vázquez est notamment condamné par l'Organisation des Nations unies pour l'éducation, la science et la culture (Unesco),, l'Association de la presse interaméricaine et le Syndicat national des rédacteurs de presse. Il est le troisième journaliste assassiné au Mexique en 2018, après Carlos Domínguez Rodríguez et Pamela Montenegro.